# Apameh Schönauer
Apameh Schönauer (persan: آپامه شوناور), née en 1985 à Téhéran est une architecte allemande juive originaire d'Iran et lauréate du concours Miss Allemagne 2024.

## Biographie
Apameh  est née à Téhéran et a fui l'Iran pour l'Allemagne avec sa mère à l'âge de six ans. Elle a un diplôme d'ingénieur et travaille comme architecte salariée.
À l'occasion des manifestations consécutives à la mort de Mahsa Amini en Iran, elle a conçu des vêtements par lesquels elle souhaitait « extérioriser les rêves des femmes ».
Apameh Schönauer est également active au sein du réseau Shirzan, qui défend les femmes défavorisées et opprimées.

## Concours de beauté
Depuis 2019, le concours Miss Allemagne a évolué pour mettre en avant des femmes qui ne sont plus jugées sur leur apparence, mais sur leur personnalité, leur engagement, leur créativité ou leur parcours de vie. 
Elle remporte le concours parmi 109 compétitrices. Son élection à l'âge de 39 ans a été permise par la levée de la limite d'âge ; toute femme de plus de 18 ans peut postuler.
Apameh Schönauer a cité comme modèles « les femmes fortes et courageuses d’Iran qui risquent leur vie chaque jour en descendant dans la rue, en prenant la parole et en manifestant pour leurs droits et leur liberté ».

### Réactions
Comme Miss France pour sa coupe de cheveux ou Miss Japon pour son origine ukrainienne, Apameh Schönauer a été victime de manifestations d'intolérance sur les médias sociaux avec des messages s'en prenant à son physique, son origine ou son âge. 
Son élection a suscité une controverse concernant une proximité supposée avec les organisateurs du concours. Elle aurait été chargée de concevoir le lieu de l'évènement pour la demi-finale.

## Vie privée
Elle est mariée à un Allemand et est mère de deux enfants.